# Меканиксбург (Илиноис)
Меканиксбург (енгл. Mechanicsburg) град је у америчкој савезној држави Илиноис.

## Демографија
По попису из 2010. године број становника је 590, што је 134 (29,4%) становника више него 2000. године.
| Група             | 2000.       | 2010.       |
| Белци             | 443 (97,1%) | 583 (98,8%) |
| Афроамериканци    | 4 (0,9%)    | 0 (0,0%)    |
| Азијати           | 3 (0,7%)    | 2 (0,3%)    |
| Хиспаноамериканци | 1 (0,2%)    | 3 (0,5%)    |
| Укупно            | 456         | 590         |